# Panimbang
Panimbang is een bestuurslaag in het regentschap Cilacap van de provincie Midden-Java, Indonesië. Panimbang telt 6680 inwoners (volkstelling 2010).